# Michel Vorm
Michel Vorm (Nieuwegein, Países Bajos, 20 de octubre de 1983) es un exfutbolista neerlandés que jugaba de guardameta.
En octubre de 2020 anunció su retirada.

## Selección nacional

### Selecciones juveniles
En 2006 fue miembro del equipo neerlandés que ganó la Eurocopa sub-21 de 2006 disputada en Portugal. Ha sido internacional con la selección de fútbol de los Países Bajos en 15 ocasiones, la primera el 19 de noviembre de 2008. También fue parte del equipo que salió subcampeón de la Copa Mundial de Fútbol de 2010.

### Selección absoluta
El 13 de mayo de 2014, Vorm fue incluido por el entrenador de la selección de los Países Bajos, Louis van Gaal, en la lista preliminar de 30 jugadores con miras a la Copa Mundial de Fútbol de 2014 en Brasil. Finalmente fue confirmado en la nómina definitiva de 23 jugadores el 31 de mayo.
Tuvo participación en el partido por el tercer puesto disputado ante Brasil al ingresar en los descuentos en reemplazo del arquero titular Jasper Cillessen.

### Participaciones en Copas del Mundo
| Mundial                        | Sede      | Resultado     | Partidos | Goles |
| ------------------------------ | --------- | ------------- | -------- | ----- |
| Copa Mundial de Fútbol de 2010 | Sudáfrica | Subcampeón    | 0        | 0     |
| Copa Mundial de Fútbol de 2014 | Brasil    | Tercer puesto | 1        | 0     |

### Participaciones en Eurocopas
| Eurocopa                | Sede              | Resultado      |
| ----------------------- | ----------------- | -------------- |
| Eurocopa Sub-21 de 2006 | Portugal          | Campeón        |
| Eurocopa 2012           | Polonia · Ucrania | Fase de grupos |

## Clubes
| Club                      | País         | Año       |
| ------------------------- | ------------ | --------- |
| F. C. Utrecht             | Países Bajos | 2005-2011 |
| →F. C. Den Bosch (cedido) | Países Bajos | 2005-2006 |
| Swansea City A. F. C.     | Gales        | 2011-2014 |
| Tottenham Hotspur F. C.   | Inglaterra   | 2014-2019 |
| Tottenham Hotspur F. C.   | Inglaterra   | 2019-2020 |